# Discografia de Zé Neto & Cristiano
A discografia de Zé Neto & Cristiano consiste em cinco álbuns ao vivo, três extended plays e quatorze singles lançados desde o início de sua carreira.

## Álbuns

### Álbuns ao vivo
| Álbum                            | Detalhes                                                                                                   | Vendas         | Certificações     |
| -------------------------------- | --- | -------------- | ----------------- |
| Entre Amigos                     | - Lançamento: 20 de outubro de 2012 - Formatos: DVD, download digital, streaming - Gravadora: Independente |                |                   |
| Ao Vivo em São José do Rio Preto | - Lançamento: 11 de novembro de 2016 - Formatos: DVD, download digital, streaming Gravadora: Som Livre     | - PMB: 240.000 | - PMB: 3× Platina |
| Um Novo Sonho                    | - Lançamento: 3 de fevereiro de 2017 - Formatos: DVD, download digital, streaming - Gravadora: Som Livre   |                |                   |
| Esquece o Mundo Lá Fora          | - Lançamento: 13 de julho de 2018 - Formatos: DVD, download digital, streaming - Gravadora: Som Livre      |                |                   |
| Por Mais Beijos                  | - Lançamento: 26 de março de 2020 - Formatos: DVD, download digital, streaming - Gravadora: Som Livre      | - PMB: 80.000  | - PMB: Platina    |

### Extended plays (EPs)
| Álbum               | Detalhes                                                                                                |
| ------------------- | --- |
| Zé Neto & Cristiano | - Lançamento: 9 de janeiro de 2014 - Formatos: DVD, download digital, streaming - Gravadora: Work Show  |
| Acústico            | - Lançamento: 14 de março de 2018 - Formatos: DVD, download digital, streaming - Gravadora: Som Livre   |
| Acústico de Novo    | - Lançamento: 11 de janeiro de 2019 - Formatos: DVD, download digital, streaming - Gravadora: Som Livre |
| Chaaama             | - Lançamento: 26 de agosto de 2021 - Formatos: Download digital, streaming - Gravadora: Som Livre       |

## Singles

### Como artista principal
| "Pra Não Te Perder" (part. Cristiano Araújo)                                   | 2012 | —  |                    | Entre Amigos                     |
| "Ainda Te Amo (Diz Pra Ela)"                                                   | 2013 | —  |                    | Entre Amigos                     |
| "Bobo Fui Eu"                                                                  | 2014 | 40 |                    | Zé Neto & Cristiano              |
| "Te Amo"                                                                       | 2015 | 17 |                    | Ao Vivo em São José do Rio Preto |
| "Eu Ligo Pra Você"                                                             | 2015 | 9  |                    | Ao Vivo em São José do Rio Preto |
| "Seu Polícia"                                                                  | 2016 | 2  |                    | Ao Vivo em São José do Rio Preto |
| "Sonha Comigo"                                                                 | 2016 | 2  |                    | Um Novo Sonho                    |
| "Cadeira de Aço"                                                               | 2017 | 1  |                    | Um Novo Sonho                    |
| "Amigo Taxista"                                                                | 2017 | 1  |                    | Um Novo Sonho                    |
| "Largado às Traças"                                                            | 2018 | 1  | - PMB: 3× Diamante | Acústico                         |
| "Notificação Preferida"                                                        | 2018 | 1  |                    | Esquece o Mundo Lá Fora          |
| "Estado Decadente"                                                             | 2019 | 1  |                    | Acústico de Novo                 |
| "Ferida Curada"                                                                | 2019 | 1  |                    | Por Mais Beijos ao Vivo          |
| "Bebi Minha Bicicleta"                                                         | 2019 | 1  | - PMB: Diamante    | Por Mais Beijos ao Vivo          |
| "Barzinho Aleatório"                                                           | 2020 | 1  | - PMB: 2× Platina  | Por Mais Beijos ao Vivo          |
| "Alô Ambev (Segue Sua Vida)"                                                   | 2020 | 2  |                    | Por Mais Beijos ao Vivo          |
| "Você Beberia ou Não Beberia?"                                                 | 2021 | 4  |                    | Chaama                           |
| "Ela e Ela"                                                                    | 2021 | 2  |                    | Chaama                           |
| "—" denota títulos que não entraram nas paradas ou não foram lançados no país. |      |    |                    |                                  |

### Singlespromocionais
| "Estamos Quites" (part. Henrique & Juliano)                                    | 2015 | —  | Ao Vivo em São José do Rio Preto |
| "Saudade da Minha Terra"                                                       | 2015 | —  | Êta Mundo Bom!                   |
| "Bateria Acabou" (part. Marília Mendonça)                                      | 2017 | —  | Um Novo Sonho                    |
| "Bebida na Ferida"                                                             | 2018 | —  | Esquece o Mundo Lá Fora          |
| "Status Que Eu Não Queria                                                      | 2018 | 87 | Esquece o Mundo Lá Fora          |
| "Mulher Maravilha"                                                             | 2018 | 57 | Esquece o Mundo Lá Fora          |
| "—" denota títulos que não entraram nas paradas ou não foram lançados no país. |      |    |                                  |

#### Como artista convidado
| "Pen Drive de Modão" (Munhoz & Mariano part. Zé Neto & Cristiano)              | 2016 | 9  |                 | Violada Munhoiz                      |
| "Quem é Seu Favorito" (Zé Ricardo & Thiago part. Zé Neto & Cristiano)          | 2018 | 20 |                 | Ter Amigos é Melhor Que Ter Dinheiro |
| "Conversando com o Abajur" (Matogrosso & Mathias part. Zé Neto & Cristiano)    | 2018 | 27 |                 | Conversando com o Abajur             |
| "Compartilhando Mágoa" (George Henrique & Rodrigo part. Zé Neto & Cristiano)   | 2018 | 11 |                 | Não adicionado à nenhum álbum        |
| ''Traí Sim'' (Maiara & Maraisa part. Zé Neto & Cristiano)                      | 2018 | 15 |                 | Relfexo                              |
| "Tijolada" (Cezar & Paulinho part. Zé Neto & Cristiano)                        | 2019 | 39 |                 | 40 Anos                              |
| "A Culpa é do Meu Grau" (Diego & Victor Hugo part. Zé Neto & Cristiano)        | 2019 | 1  |                 | Ao Vivo em Brasília                  |
| "Na Cama Que Eu Paguei" (Wesley Safadão part. Zé Neto & Cristiano)             | 2019 | 7  |                 | Garota Vip Rio de Janeiro            |
| "S de Saudade" (Luiza & Maurílio part. Zé Neto & Cristiano)                    | 2019 | 8  | - PMB: Diamante | Ensaio Acústico                      |
| "—" denota títulos que não entraram nas paradas ou não foram lançados no país. |      |    |                 |                                      |